# عبداللطیف گلداری
عبداللطیف گلداری (انگلیسی: Abdul Latif Galadari؛ ۱۹۳۹ – ۹ مارس ۲۰۰۲) یا عبداللطیف گله‌داری کارآفرین، اهالی کسب‌وکار، بازرگان و مدیر اجرایی اماراتی ایرانی‌تبار بود، که در سال ۱۹۶۰ شرکت برادران گلداری و در سال ۱۹۸۲ با مشارکت برادران خود، گروه گلداری را تأسیس کرد.